# Usakos
Usakos – miasto w Namibii w regionie Erongo. Około 11 136 mieszkańców (dane szacunkowe na rok 2007). Ośrodek przemysłowy. Położone 140 kilometrów na północny wschód od Swakopmund.